# Asociación de Críticos de Hollywood
Hollywood Creative Alliance (HCA) —Asociación de Críticos de Hollywood— es una organización de críticos de cine en Los Ángeles, California. Fue fundada en 2016 como Sociedad de Críticos de Cine en Línea de Los Ángeles y rebautizada en 2019 como Asociación de Críticos de Hollywood.  En 2023, la organización cambió su nombre por segunda vez,  y renombró sus premios como Astra Television Awards —Premios Astra—. 

## Historia
Fue fundada en 2016 por Scott Menzel, Scott Mantz y Ashley Menzel, después de señalar que Los Ángeles solo tenía una organización de críticos de cine. Su propósito es ser un grupo de críticos que sea diverso y apoye voces subrepresentadas  y es el primer grupo de críticos en separar los honores de dirección por género. "Ha habido mucha conversación sobre el poder de las cineastas y queríamos acogerlo", dijo Scott Mantz.
En mayo de 2021, la HCA anunció que sus primeros premios televisivos inaugurales de la Asociación de Críticos de Hollywood se llevarán a cabo en persona el domingo 22 de agosto de 2021 en Los Ángeles, California, Ashley Menzel declaró: “Durante estos últimos catorce meses, muchos de nosotros he estado viendo más televisión que nunca. Es por eso que estamos absolutamente encantados de que nuestro primer evento en persona para 2021 comience con un evento completamente nuevo que rinde homenaje a lo mejor de la televisión ”.

## Categorías de premios de cine
Cada diciembre, la asociación publica las nominaciones para los HCA Film Awards, que se celebran en enero del año siguiente. La ceremonia inaugural de premios cinematográficos tuvo lugar el 10 de enero de 2018.
- Mejor imagen
- Mejor actor
- Mejor actriz
- Mejor actor de reparto
- Mejor actriz de soporte
- Mejor reparto
- Mejor directora femenina
- Mejor director masculino
- Mejor guion adaptado
- Mejor guion original
- Mejor película de acción
- Mejor película de animación
- Mejor éxito de taquilla
- Mejor comedia o musical
- Mejor documental
- Mejor ópera prima
- Mejor película extranjera
- Mejor película indie
- Mejor ciencia ficción / terror
- Mejor fotografía
- Mejor edición
- Mejor Canción Original
- Mejor puntuación
- Mejores acrobacias
- Mejores efectos visuales
- Mejor interpretación animada o de efectos visuales

### Premios honoríficos
- Premio Trailblazer (desde 2017)
- Premio Newcomer (desde 2018)
- Premio a la Actuación (desde 2018)
- Premio al logro cinematográfico (desde 2019)
- Premio al Logro de los Artesanos (desde 2019)
- Premio Game Changer (desde 2019)
- Star on the Rise (desde 2019)
- Cineasta en ascenso (desde 2019)
- Premio Inspire (desde 2019)
- Premio Spotlight (desde 2019)
- Premio Atemporal (desde 2020)

### Premios al final de una década
- Premio Cineasta de la Década
- Premio Actriz de la Década
- Premio Actor de la Década
- Productor del Premio Decenio
- Premio a la próxima generación

## Categorías de premios de televisión
La Asociación de Críticos de Hollywood anunció que lanzarán los premios HCA TV Awards el 24 de marzo de 2021.  La ceremonia inaugural de premios televisivos tendrá lugar el 22 de agosto de 2021.
- Mejor serie o película animada para televisión
- Mejor serie de televisión, drama
- Mejor serie de cable, drama
- Mejor serie de televisión, comedia
- Mejor serie de cable, comedia
- Mejor serie de telerrealidad, serie de competición o programa de juegos de una cadena de televisión.
- Mejor cadena de transmisión o serie de bocetos por cable, serie de variedades, programa de entrevistas o especial de comedia / variedad
- Mejor serie de televisión o serie de televisión por cable, documental para televisión o serie de no ficción
- Mejor serie limitada de cadena de televisión o cable, serie de antología o película para televisión de acción en vivo
- Mejor serie de televisión por cable o retransmisiones, serie de competición o programa de juegos
- Mejor serie en streaming, drama
- Mejor serie de streaming, comedia
- Mejor serie de bocetos en streaming, serie de variedades, programa de entrevistas o especial de comedia / variedad
- Mejor serie de docuseries, documental para televisión o serie de no ficción en streaming
- Mejor serie limitada, serie de antología o película para televisión de acción en vivo
- Mejor actor en una cadena de televisión o serie de cable, drama
- Mejor actor en una cadena de televisión o serie de cable, comedia
- Mejor actor en una serie dramática en streaming
- Mejor actor en una serie de streaming, comedia
- Mejor actor en miniserie, antología o película para televisión
- Mejor actriz en una serie de televisión o televisión por cable, drama
- Mejor actriz en una cadena de televisión o serie de cable, comedia
- Mejor Actriz en una Serie de Streaming, Drama
- Mejor Actriz en una Serie de Streaming, Comedia
- Mejor actriz en miniserie, antología o película para televisión
- Mejor actor de reparto en una serie de televisión o cable, drama
- Mejor actor de reparto en una serie de transmisión, drama
- Mejor actor de reparto en una cadena de televisión o serie de cable, Comedia
- Mejor Actor de Reparto en una Serie de Streaming, Comedia
- Mejor actor de reparto en miniserie, antología o película para televisión
- Mejor actriz de reparto en una serie de televisión o cable, drama
- Mejor Actriz de Reparto en una Serie de Streaming, Drama
- Mejor actriz de reparto en una cadena de televisión o en una serie de cable, Comedia
- Mejor Actriz de Reparto en una Serie de Streaming, Comedia
- Mejor actriz de reparto en miniserie, antología o película para televisión